# بيدرو غوتيريز
بيدرو غوتيريز (بالإسبانية: Pedro Gutiérrez)‏ هو دراج فنزويلي، ولد في 8 أغسطس 1989 في لارا في فنزويلا.

## وصلات خارجية
- بيدرو غوتيريز على موقع الاتحاد الدولي للدراجات (الإنجليزية)
- بيدرو غوتيريز على موقع أرشيف الدراجات (الإنجليزية)
- بيدرو غوتيريز على موقع إحصائيات الدراجات الإحترافية (الإنجليزية)
- بيدرو غوتيريز على موقع نسبة الدراجات (الإنجليزية)